# Festa de Nossa Senhora da Ajuda
A festa de Nossa Senhora da Ajuda ou mais popularmente conhecida como Festa do Ramalhal, é a festa que se realiza em honra de Nossa Senhora da Ajuda. Localiza-se em Portugal, na região centro de Torres Vedras, na freguesia do Ramalhal, todos os anos tem início na segunda semana de Setembro e a sua entrada é sempre gratuita.

## Tradição
Antes de começar a festividade, existe toda uma preparação. A quermesse é organizada pelos paroquianos da igreja do Ramalhal (igreja Nossa Senhora da Ajuda e São Lourenço), estes começam a enrolar as rifas três meses antes da festa começar.
Quatro ou três dias antes do levantamento dos tradicionais arcos, o povo reune-se por volta das seis da madrugada, em camionetas, para apanhar murta na Serra de Montejunto. Esta murta serve para elaborar o símbolo mais forte desta festa, os tradicionais arcos, estes só se desmontam no início de Novembro.
O habitual restaurante, A Barraca dos Festeiros, é montado por empresas especializadas e os efeitos luminosos existentes, pelos festeiros que fazem parte da comissão de festas.

## Arcos
Os festejos começam sábado há tarde às cinco horas, com o levantamento dos 2 arcos enramados a murta.

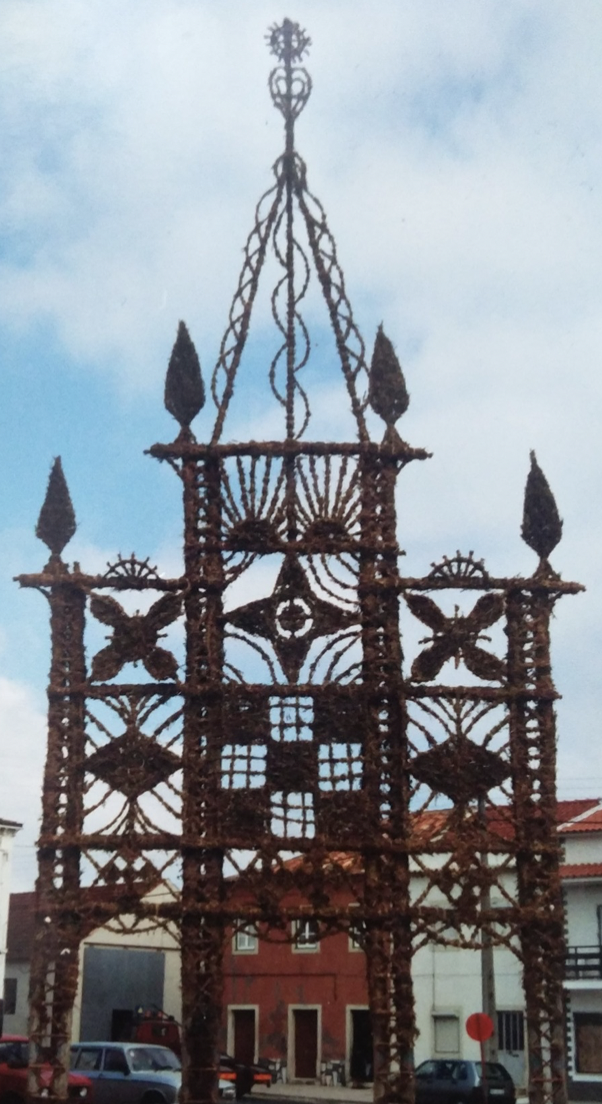
Arco da festa

Os arcos fazem parte de uma arte antiga transmitida de geração em geração, têm habitualmente, onze metros de altura e os seus desenhos são sempre diferentes de ano para ano. Não se conhece, em rigor, a data do começo do fabrico destes arcos, contudo, todas as gerações vivas do Ramalhal sempre se recordam da festa incluir estes elementos decorativos. Uma das hipóteses avançadas é a de este costume ter sido incluído na festa por Augusto Maria Franco, que o teria trazido do Norte do País. Augusto é recordado como o homem que durante anos dirigiu a construção dos arcos e como o autor dos desenhos que ainda hoje servem de modelo aos motivos decorativos usados. Na década de 90 era um seu sobrinho, Eduardo Franco que dirigia a construção dos arcos.
A murta é uma planta pobre, sem qualquer utilidade, mas de aroma agradável e de um verde vivo. Antigamente existia com muita abundância na região, mas com o passar dos anos começou a rarear, devido ao uso das terras, onde aquela ramagem se dava, para a construção civil e para a agricultura.
Nos anos 90 a maior parte da murta era colhida em Montejunto, onde existia ainda em abundância.
Os arcos têm uma estrutura em madeira de eucalipto, desmontável que é guardada no final das festas, voltando a ser usada nos anos seguintes. Nessa estrutura montam-se os painéis decorativos com temas que variam de ano para ano, ligados a motivos geométricos ou a motivos regionais. Estes painéis são feitos em vime e rebentos de eucaliptos, atados com arames de ligação e só depois enramados com murta. A técnica de enramar era assegurada pelos mais idosos, com a prática de empar vinhas, hoje em dia, os mais novos realizam-na. No passado, os arcos eram levantados com a força de bois, hoje em dia é utilizado um trator para facilitar o processo.

## Religiosidade
No segundo dia do evento, segundo domingo de Setembro, pela manhã, um grupo de festeiros junta-se para realizar a pedida, depois de içar a bandeira de Portugal ao toque do Hino Nacional: A portuguesa.
Acompanhados pela banda de música da Casa do Povo de Campelos, percorrem as ruas da aldeia do Ramalhal, para realizar o peditório que contribui para a festa. No domingo, realiza-se também a missa, o encontro de bandas entre a banda de Campelos e a banda filarmónica da Ermegeira e por fim a procissão.
A procissão inclui dois guiões, a cruz, dez estandartes e dezassete andores, sendo a ordem da procissão: guião branco, guião vermelho, cruz de bronze com duas lanternas, bandeiras de outras instituições, estandarte do Apostolado de Oração, bandeira da Cruzada Eucarística, Bandeira de Sto. António, Bandeira da Sagrada Família, Bandeira de Nossa Senhora de Fátima, Bandeira do Sagrado Coração de Jesus, Bandeira do Santo António do Ameal, Bandeira do S. Sebastião da Abrunheira, Bandeira do Espírito Santo da Vila Facaia, Bandeira de São Lourenço, Bandeira de Nossa Senhora da Ajuda, Banda de música, Andor do Menino Jesus, Andor de S. Batista, Andor de Sta. Rita, Andor de S. Bento, Andor de S. Luís, Andor de S. Sebastião, Andor de Nossa Senhora de Fátima, Andor de S. Joaquim, Andor de Nossa Senhora da Conceição, Andor de Nossa senhora das Dores, Andor de S. José, Andor de Nossa Senhora do Rosário, Andor Sagrado Coração de Jesus, Andor de São Lourenço, Juiz da Festa, Andor de Nossa Senhora da Ajuda com 2 lanternas, Promessas a Nossa Senhora da Ajuda, Acólitos e Padres, Pálio com 4 lanternas, banda de música e por fim o povo. É tradição algumas crianças vestirem-se em representação dos andores como por exemplo de Menino Jesus e de Maria para acompanharem a procissão.
No fim da procissão, dos foguetes e dos morteiros, todos se reúnem novamente na igreja, para escutar as palavras finais do sacerdote, receber a benção e ouvir a banda tocar o Hino de Nossa Senhora.